# Luc-Gérard Nyafé
Luc Gerard Nyafe est un homme d'affaires d'origine congolaise basé en Colombie depuis 2003, fondateur de TRIBECA ASSET MANAGEMENT, l'un des plus grands fonds d'investissement en Amérique Latine. Il est aussi à l'origine à travers sa holding STRATEGOS GROUP  d'une dizaine de start-up dans la santé, l'énergie et les ressources naturelles. Depuis 2019 il conseille le président de la République Démocratique du Congo, Felix A. Tshisekedi en matière de Développement Durable, Justice Sociale et Géopolitique. 

## Biographie

### Éducation
Luc Gerard est né à Boende dans l’ancienne province de l’Équateur. Sa mère, congolaise, est femme au foyer et son père, belge, est planteur de café. Il étudie au Lycée Prince de Liège de Kinshasa et obtient son diplôme. Il part en Europe pour poursuivre ses études d'ingénieur commercial à l'Institut catholique des hautes études commerciales à Bruxelles. Il a également une maitrise en administration des affaires (MBA) de IMD - International Institute for Management Development - à Lausanne en Suisse. Et une maitrise en défense nationale de l'école supérieure de guerre colombienne (en).

### Carrière
A la fin de ses études, Il tente la reprise d'une exploitation au Congo sans succès. Il revient en Europe ou il travaille à la BBL (aujourd´hui ING), puis Caterpillar où il connait une progression internationale très rapide, et Philip Morris International. Pour qui il occupera plusieurs postes a haute responsabilités dans différents pays, Belgique, Suisse, Espagne, Argentine, Uruguay et enfin Colombie ou il arrive en 2003.  Il tente la reprise d'une exploitation au Congo sans succès. 

### Colombie
Il s’installe en Colombie en 2003 pour le compte de Philip Morris où il reçoit le prix d'Homme d'Affaires de l'année en 2004 du Président Uribe, à la suite de l'acquisition de COLTABACO pour USD 450 millions. En 2005, il démissionne et se lance dans le rachat de PME essentiellement dans la Santé. il crée le Grupo EMI. En 2007, il lance Tribeca Asset Management, le premier fonds de capital privé du pays. Parmi ses faits d'armes les plus reconnus se trouve la revente en 2016 de Petrolatina Energy pour USD 600m après y avoir investi USD 35m. Il est crédité entre autres de la création de cinq producteurs d'énergie de Colombie, TERMOPOWERLTD (1250 MW) et du Terminal aéroportuaire le plus performant d'Amérique latine: BOGOTA CARGO PORT. en 2008, il investit dans BGPP une start-up, entreprise minière au Pérou, qui deviendra une importante junior dans la production de Zinc. En 2015, il décide transformer BGPP en polmétallique minière spécialisée dans le minerai stratégique. Après des tentatives de rachat échouées au Brésil et en Colombie, il prend le contrôle en 2018 de Auplata et indirectement de CMT deux juniors minig dans l'Or, le Zinc, l'Argent, le Plomb et le Cuivre. Le groupe minier pose son regard sur des gisements en Côte d'Ivoire, en RDC mais aussi aux Philippines dans le Lithium. Il a été vu dernièrement au Mali et en Guinée dans des compagnies australiennes de Coltan et Cobalt.

### Congo
En 2015, il décide de revenir investir en Afrique et en RDC en particulier, dans divers domaines dont l'agriculture, via sa société Strategos Plantations Company. qui reprend les plantations d'Unilever à Lusanga (Ex-Leverville) dans la Province du Kwilu  et la santé, via Strategos Medical Solutions et Strategos Hôpitaux du Congo, filiale née d'une holding avec la Banque Centrale du Congo.  

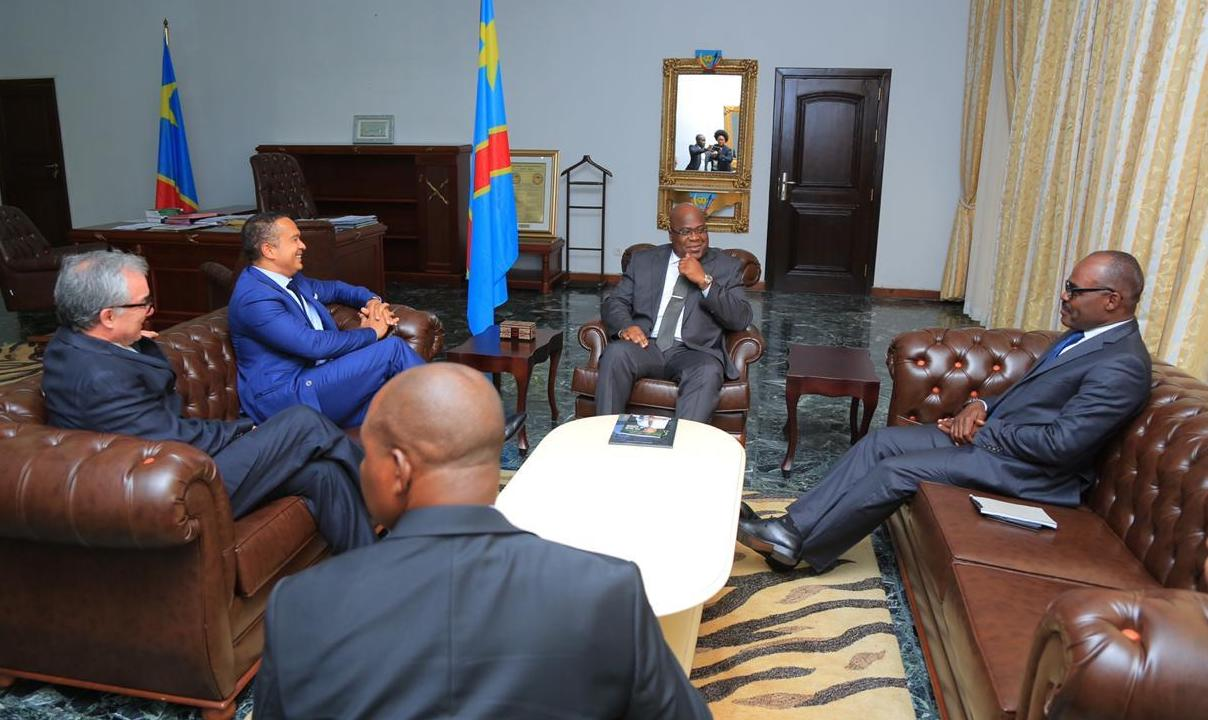
Entretien avec Félix Tshisekedi le 19 février 2019 à la cité de l'Union africaine.

Le 7 mars 2019, après une entrevue avec le nouveau président congolais Félix Tshisekedi en février 2019 où il annonce son intention de créer 5 millions d'emplois dans son pays, il demande une ouverture agressive de l'économie accompagnée d une protection juridique et sociale  forte, afin d'éviter le franchissement d'un point de non retour. Luc-Gérard Nyafe est nommé membre des « services personnels » du président Félix Tshisekedi en qualité d'ambassadeur itinérant.
A l'issue de son premier Congrès tenu à Kinshasa en date du 12 décembre 2020, Luc Gerard Nyafe est élu à l'unanimité Président du Parti d'Union Républicaine, un jeune parti fondé par des anciens activistes des mouvements citoyens, et remplace Godefroy MWANABWATO, qui en était jusqu'alors le Premier président depuis la création du Parti en février 2018.